# Plac Grunwaldzki w Katowicach
Plac Grunwaldzki w Katowicach – plac znajdujący się w katowickiej dzielnicy Koszutka, w północnej części miasta. Usytuowany pomiędzy ulicą Sokolską, ulicą Gustawa Morcinka i ulicą Władysława Broniewskiego.
Na placu znajdują się zieleńce, alejki spacerowe z ławkami, rzeźba Jerzego Kwiatkowskiego „Rodzina” oraz fontanna Olimpijska, wykonana w kształcie koła o średnicy 5,5 m. Strumień wody dochodzi do wysokości 1,5 m; obiekt ma pięć dysz.

## Historia
Skwer wytyczono w 1960 r. i zagospodarowano w ramach czynów społecznych. Wówczas nadano obowiązującą do dziś nazwę. Od strony zachodniej, przy ulicy Sokolskiej mieści się Centrum Sztuki Filmowej, w dawnym budynku kina „Kosmos”. Przy placu Grunwaldzkim (nr 8−10) znajduje się historyczny budynek biurowy, wzniesiony po 1950 w stylu konstruktywizmu. Jest to biurowiec Biura Studiów i Przemysłu Węglowego, zaprojektowany przez Janusza Ballenstedta. W obiekcie do niego dobudowanym mieści się siedziba Telewizji Silesia.
Plac został wyremontowany w 2003. Autorami nowej koncepcji zagospodarowania terenu z 2002 byli Alina i Andrzej Grzybowscy. Zlokalizowano na nim m.in. karuzelę, huśtawkę dwuosobową oraz zjeżdżalnię dla dzieci.
Z inicjatywy katowickiego samorządu w 2004 na placu powstała Galeria Artystyczna, która upamiętnia artystów, związanych z Katowicami; są nimi m.in.: Zbigniew Cybulski, Aleksandra Śląska, Jerzy Duda-Gracz, Stanisław Hadyna, Karol Stryja, Paweł Steller, Stanisław Ligoń, Wilhelm Szewczyk. Galeria to płaskorzeźby odlane z brązu, ustawione na cokołach o wysokości dwóch metrów. Dnia 10 września 2010 odsłonięto tu popiersie Bogumiła Kobieli − śląskiego aktora.

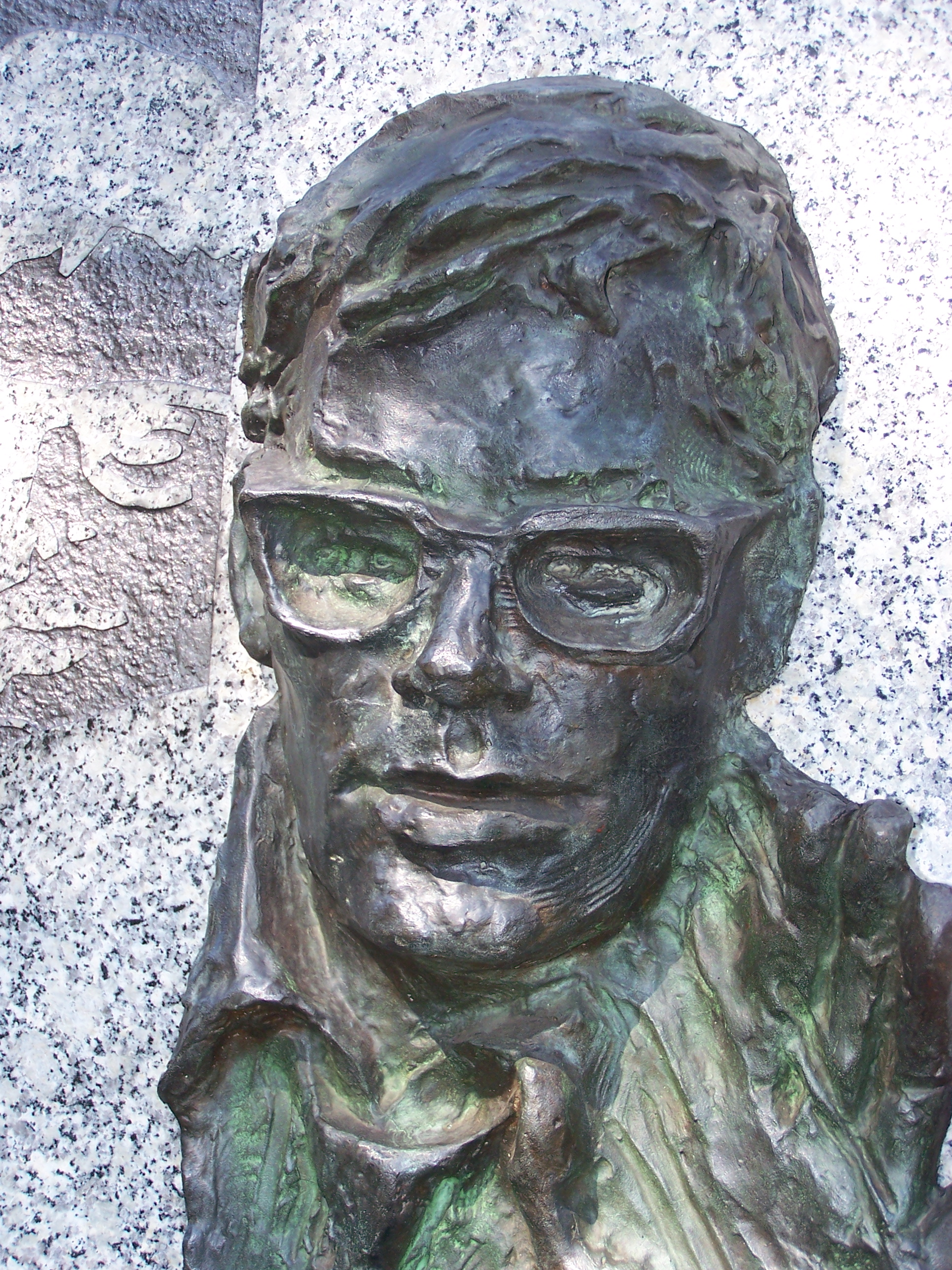
rzeźba przedstawiająca Zbigniewa Cybulskiego
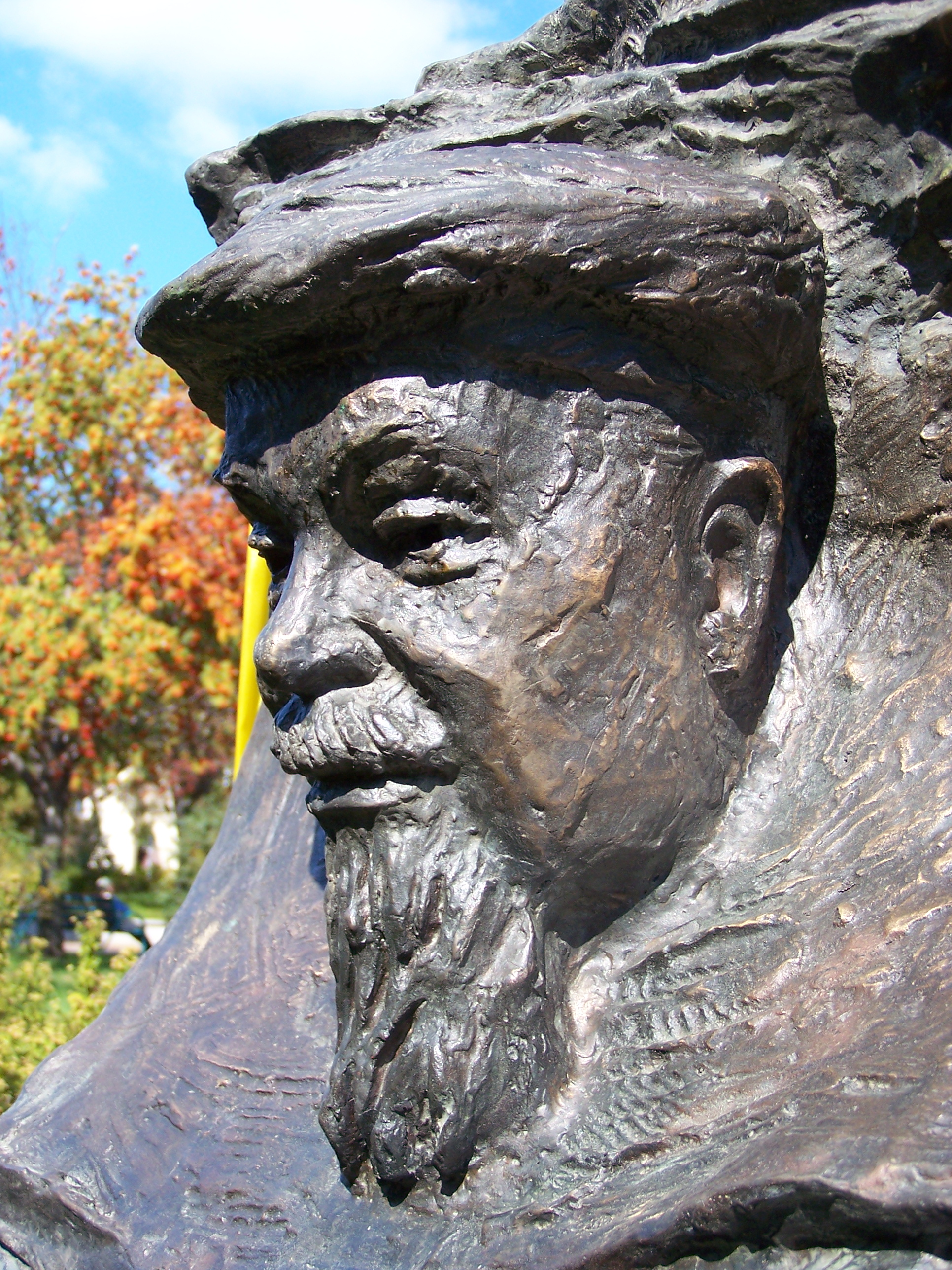
rzeźba przedstawiająca Stanisława Ligonia
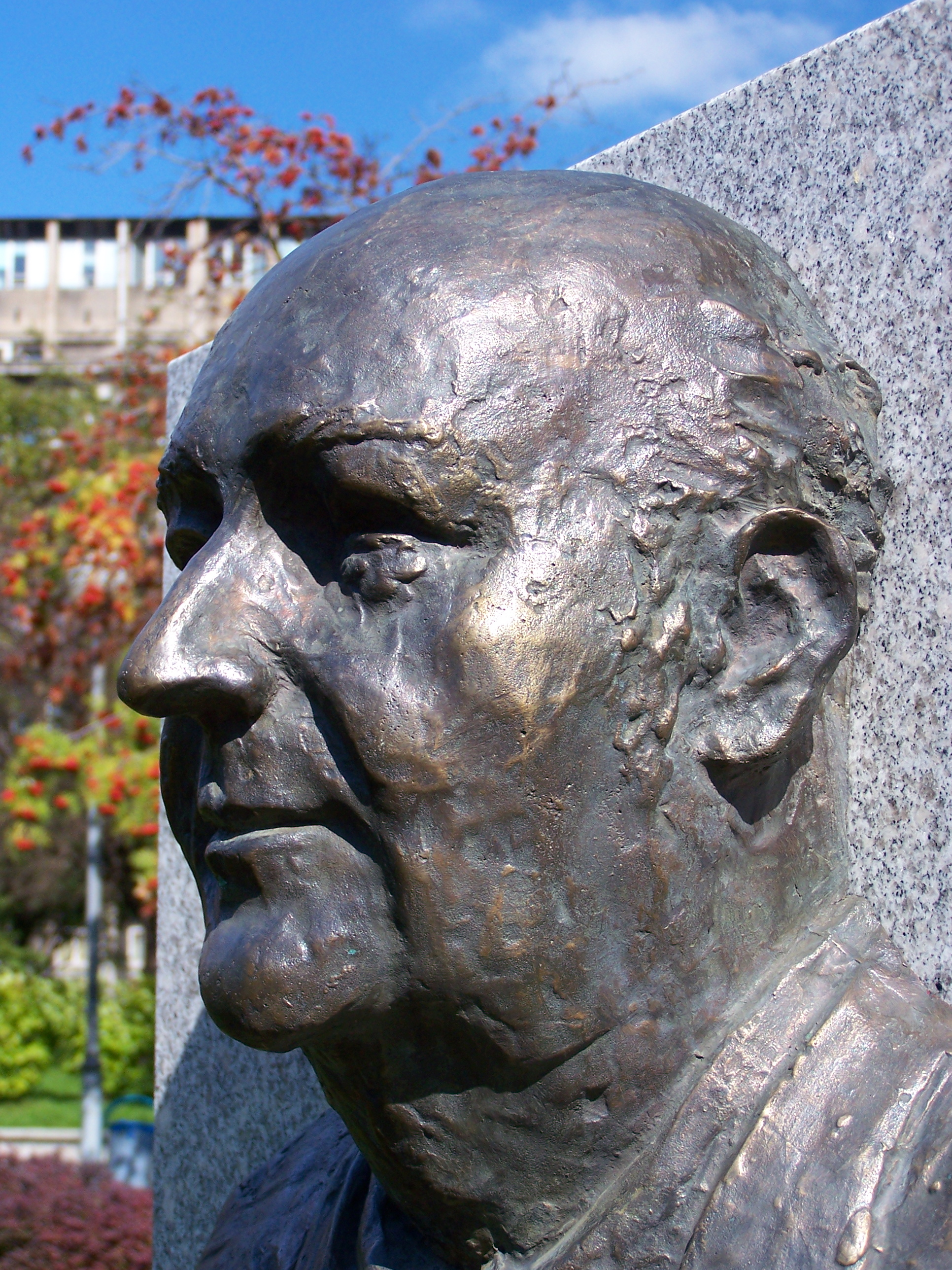
rzeźba przedstawiająca Wilhelma Szewczyka
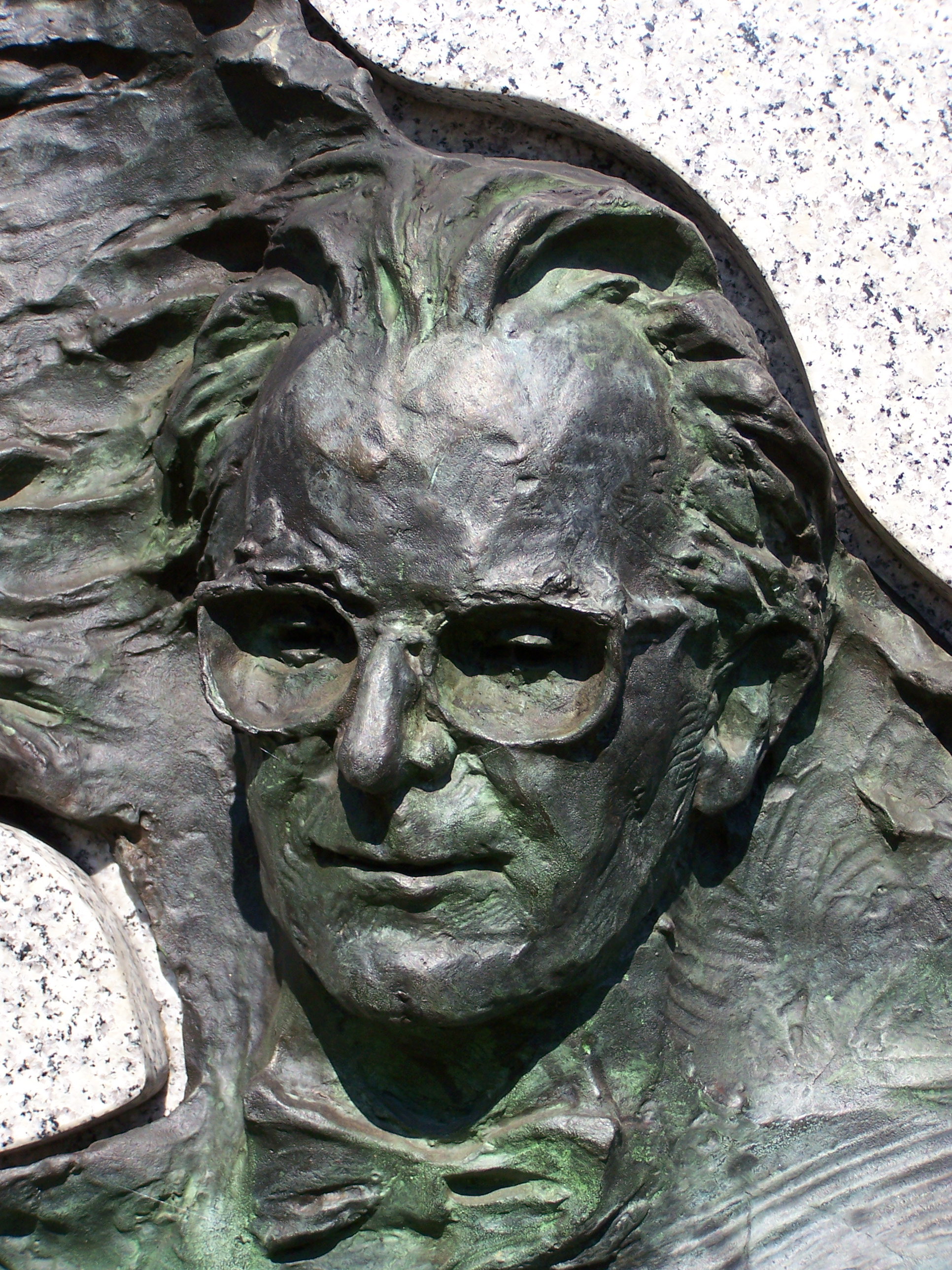
rzeźba przedstawiająca Karola Stryję
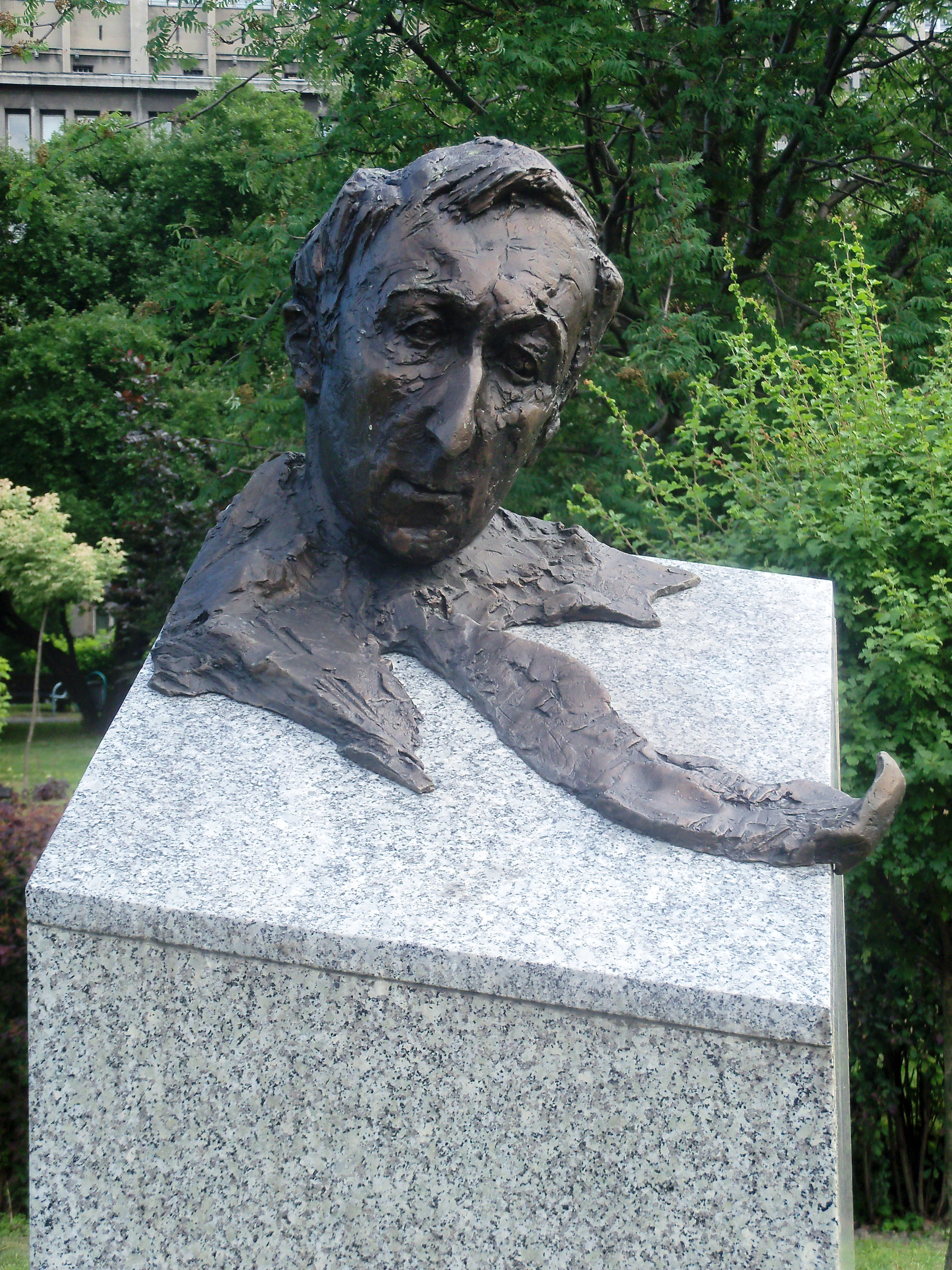
rzeźba przedstawiająca Bogumiła Kobielę
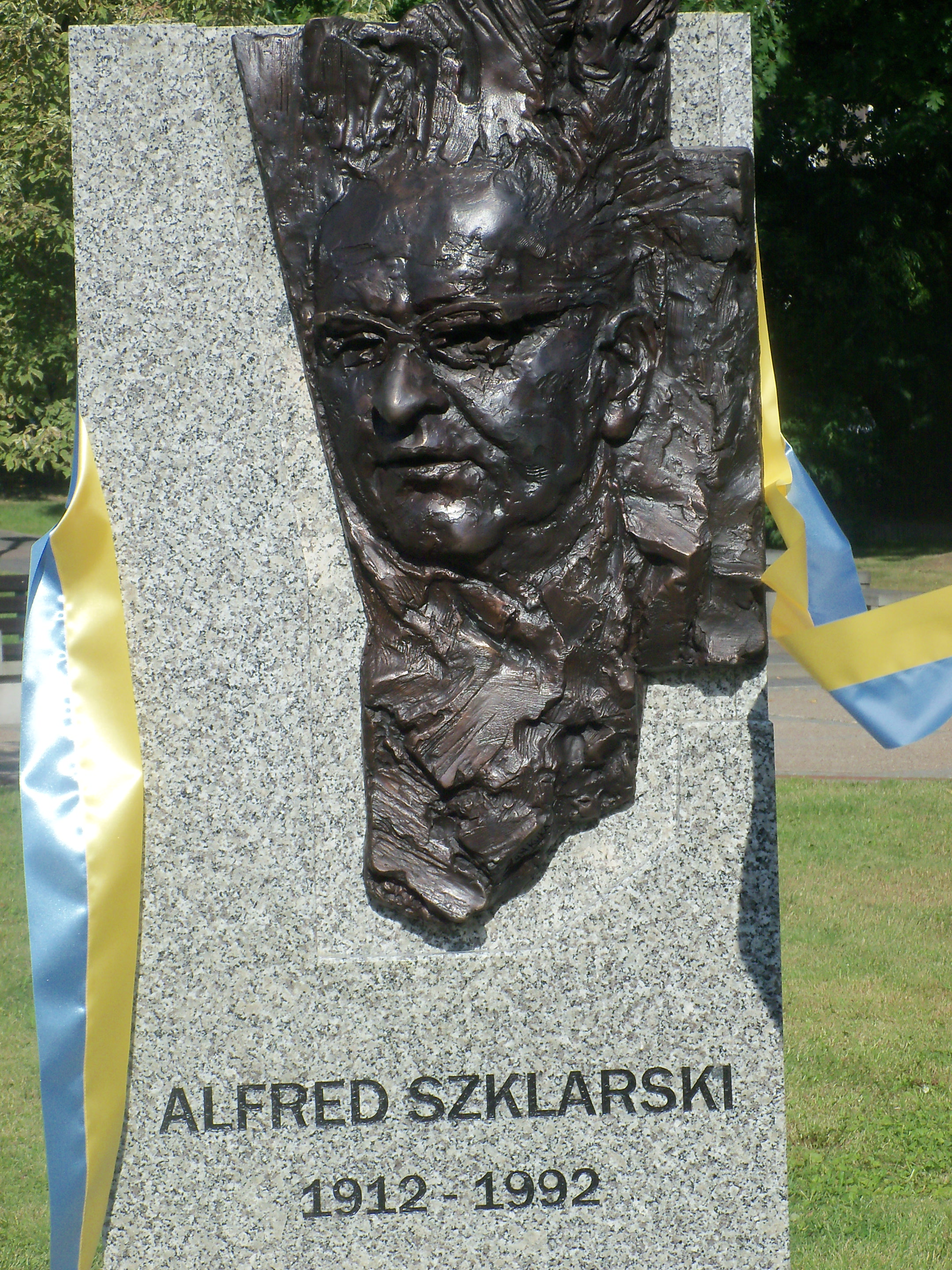
rzeźba przedstawiająca Alfreda Szklarskiego